# Horilka
La horilka (en ucraïnès: горілка, on la H del principi es pronuncia, i per tant, la paraula no es pot elidir; en belarús: гарэлка, harielka, en romanès: horincă, horinka) és una beguda alcohòlica ucraïnesa. La paraula horilka també es pot utilitzar en un sentit genèric en la llengua ucraïnesa per a significar vodka o altres esperits forts. Etimològicament és similar a la paraula ucraïnesa per a l'hort ardent.
La horilka destil·lada a casa, clar de lluna, s'anomena samohon (ucraïnès: самогон, samohon, literalment "autodestil·lat" o "autogestionat", gairebé idèntic a la paraula en rus i en polonès, on es pronuncia amb una G i no una H, entre altres diferències i tenint en compte que la lletra Г representa diferents sons en ucraïnès i rus: samogon). Horilka es destil·la normalment a partir de gra (generalment blat o sègol), encara que excepcionalment també es pot destil·lar a partir de mel o remolatxa sucrera, i potser en algun cas recòndit, a partir de patates, etc.
Un tipus de horilka, anomenada pertsivka (ucraïnès: перцівка), és horilka amb pebrot picant. Històricament, fora d'Ucraïna, s'ha usat la paraula pertsivka per referir-se a la horilka en general, encara que pertsivka en si és només un tipus de horilka.
Es creu que la horilka antiga no era tant fort com avui amb un 20 % d'alcohol en volum (40 proves d'alcohol). Avui en dia gairebé tota la horilka produïda industrialment és del 40 % (80 proves).

## Derivats
La tradició ucraïnesa també ha produït diversos derivats de la horilka. Alguns d'ells estan disponibles com a productes comercials, però la majoria solen ser fets a casa. Això inclou diversos tipus d'infusió de fruites, nalyvka i Spotykach especiat: malynivka fets amb gerds, tertukha (maduixes), agrusivka (groselles), Ternovka (aranyoner baies), Kalynivka (arbre de bola de neu), shypshynnyk (gavarreres), horobynivka (ASHBERRIES), zubrivka (herba de bisont), vyshnyak o vyshnivka de cireres, slyv”yanka (prunes), morelivka (albercocs), tsytrynivka (llimones), mokrukha (taronges i claus), mochena (escorça de cítrics), kontabas (brots de grosella negra). Horikhivka està aromatitzat amb fruits secs. Horilka també s'elabora amb mel (anomenada Medova), menta o fins i tot llet.
En alguns casos es posen fruits sencers de pebrot vermell (pebrot) picant a l'ampolla, convertint la horilka en una mena d'amarg; llavors s'anomena horilka z pertsem, o pertsivka. S'ha de tenir en compte l'ús: horilka z pertsem es refereix a horilka embotellat amb pebrots picants, mentre que pertsivka normalment es refereix a horilka condimentat amb essència de pebre. Horilka z pertsem sempre es refereix a un esperit ucraïnès, mentre que Pertsivka o Pertsovka poden referir-se al vodka rus. Medova z pertsem és la combinació d'horilka amb pebrots i mel.
La majoria d'aquestes preparacions s'envelleixen amb fruita durant diverses setmanes o mesos, després es colen o es decanten. Algunes receptes demanen que els flascons es col·loquin al terrat, per a un màxim blanqueig pel sol. Vàries receptes inclouen l'addició d'almívar casolà per obtenir un licor fort, d'altres donen un esperit molt sec i clar. També n'hi ha que suggereixen la fermentació de fruites. Les preparacions que es couen al forn, en una olla segellada amb massa de pa, s'anomenen zapikanka, varenukha o palynka.

## Tradicions
Horilka té un paper en els casaments tradicionals a Ucraïna.
I porteu-nos molta horilka, però no d'aquest tipus elegant amb panses, o amb qualsevol altra cosa semblant: porteu-nos horilka de la més pura mena, doneu-nos aquella beguda de dimoni que ens fa alegres, juganers i salvatges!

— Taras Bulba, de Nikolai Gogol

## Etimologia
La paraula horilka està documentada el 1562 (горилка) i el 1678 (горѣлка). Les variants dialèctiques són harilka, horilash, horilytsya, horilets', horilukha, z·horivka, zorivka, orilka, així com horivka, horychka d'Ucraïna occidental.
La paraula prové de la mateixa arrel que el verb hority, 'cremar', de manera similar a la belarussa harelka, el sud del rus gorelka, el txec kořalka, i l'eslovac goralka, goržolka. Es considera que va sorgir seguint l'exemple polonès gorzałka, possiblement com a abreviatura d'una paraula composta com horile vyno ('vi cremant'; compareu la paraula més antiga horěloe vyno, горѣлое вино, documentada el 1511) o horila(ya) voda ('crema d'aigua'; comparar primerenca Txeca Palena voda → Pálenka o l'hongarès / Transilvania palinka). Pot ser una adaptació del primer alt alemany antic der brannte Wein → Branntwein. Compareu també l'anglès brandy, abreviatura de brandywine, de l'holandès brandewijn, 'burning wine'.

## Producció d'Horilka

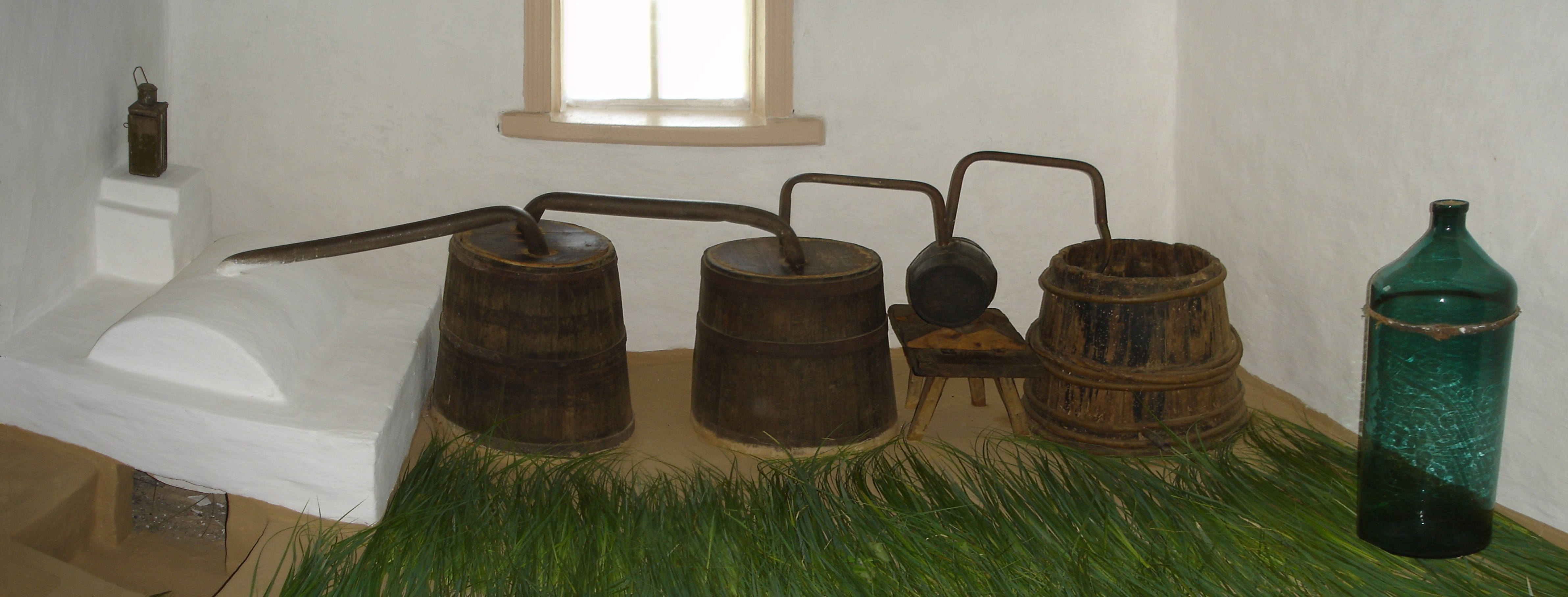
La producció d'horilka ucraïnesa en diverses etapes tal com es feia abans al Museu d'arquitectura popular i forma de vida de Middle Naddnipryanschina a Pereiaslav-Khmelnytskyi

Horilka que és embotellat i venut per les empreses es destil·la normalment a partir de blat o sègol. Horilka també pot contenir mel o destil·lar-se a partir de mel, o contenir pebrots, menta o brot de bedoll. La beguda alcohòlica autodestil·lada s'anomena samohon (literalment "autogestionada", "autodirigida") i és la varietat casolana d'horilka, semblant a la llum de la lluna.

## Marques
- Hetman
- Khlibnyi Dar
- Khortytsia
- Kozatska Rada
- Nemiroff
- Vozdukh